# 여우령
《여우령》(女優靈, Don't Look Up)은 일본에서 제작된 나카타 히데오 감독의 1996년 공포 영화이다. 야나기 유레이 등이 주연으로 출연하였고 센토 다케노리 등이 제작에 참여하였다.

## 출연

### 주연
- 야나기 유레이
- 오스기 렌
- 시라시마 야스요

### 조연
- 히비노 아키라
- 이이지마 다이스케
- 이시바시 케이
- 키쿠치 타카노리
- 코바야시 히로후미

## 기타
- 공동제작: 츠게 야스시
- 미술: 사이토 이와오

## 참고 문헌
- Kalat, David (2007). 《J-Horror: The Definitive Guide to The Ring, The Grudge and Beyond》. Vertical Inc. ISBN 978-1-932234-08-4.